# Cicer judaicum
Cicer judaicum är en ärtväxtart som beskrevs av Pierre Edmond Boissier. Cicer judaicum ingår i släktet kikärter, och familjen ärtväxter. Inga underarter finns listade i Catalogue of Life.